# Corale Giuseppe Verdi (Parma)
La Corale Giuseppe Verdi, nota brevemente come Corale Verdi, è un'associazione culturale di Parma intitolata al compositore Giuseppe Verdi. È situata in vicolo Asdente 9, a fianco del Parco Ducale e a pochi passi dalla casa natale di Arturo Toscanini.

## Storia
Venne fondata nel 1905, a quattro anni dalla morte di Verdi, per iniziativa del Maestro Eraclio Gerbella, allo scopo di costituire un coro che avrebbe eseguito brani sia di Verdi che di altri compositori. Nel 1913, nel centenario della nascita di Verdi, la Corale Verdi vince il concorso corale internazionale. Dopo la grande guerra ha vinto i concorsi di Verona (1920), Cerea (1921), Trieste (1922), Roma (1925) e Ferrara (1928). Nel luglio del 1945, dopo la parentesi della II guerra mondiale, riprende l'attività sotto la guida di Annibale Pizzarelli. 
Nel 1946 il Maestro Arturo Toscanini, rientrato in Italia dagli Stati Uniti per la riapertura del
Teatro alla Scala, ha incontrato i coristi della Corale Verdi accompagnati dal maestro Pizzarelli, l’unico gruppo che Toscanini ha voluto incontrare in quell’occasione.
Nel 1954 viene istituito il premio "Verdi d'Oro", inizialmente chiamato "Medaglia d'oro, premio Giuseppe Verdi", assegnato a personalità del mondo della musica classica. Nel 1958 la Corale Verdi organizza il primo Concorso Internazionale per giovani cantanti lirici, che venne vinto dal soprano Mirella Freni. Altri vincitori furono poi il soprano Katia Ricciarelli e il tenore José Carreras. Il 24 maggio 1976 la Corale ha partecipato al concerto di Luciano Pavarotti al Teatro Regio, l'unica volta in cui Pavarotti ha cantato al Regio di Parma. L'8 luglio 1989 la Corale ha ricevuto a Jesolo il Leone d'oro, un prestigioso riconoscimento che la provincia di Venezia assegna ogni anno a chi si è particolarmente distinto nel campo artistico. 
Il 24 maggio 1994 la Corale si è esibita con Andrea Bocelli in un concerto al Teatro Regio di Parma.

Arturo Toscanini (3° da sinistra) in visita alla Corale Verdi nel 1946.

Nel 1997 ha ricevuto dal Comune di Parma la medaglia d'oro del Premio Sant'Ilario, con la motivazione: «La Corale Verdi da oltre Novant'anni dà dimensione e radicamento popolare alla cultura musicale della nostra città, curandone la diffusione in Italia e all'estero».
Oltre ai già citati, tra i cantanti lirici che si sono esibiti con la Corale Verdi vi sono stati Franco Corelli, Giulietta Simionato, Paola Sanguinetti, Ettore Bastianini, Carlo Bergonzi, Beniamino Gigli e Aureliano Pertile.